# Najib Tun Razak
Najib Razak (ur. 23 lipca 1953 w Kuala Lipis, stan Pahang) – malezyjski polityk,  Premier Malezji od 3 kwietnia 2009 do 10 maja 2018. W 2018 roku Najib został aresztowany w związku z zarzutami korupcyjnymi związanymi z 1Malaysia Development Berhad (1MDB). Po aresztowaniu, przeszedł proces sądowy, podczas którego były przedstawiane dowody i argumenty dotyczące jego rzekomego zaangażowania w korupcyjne działania i pranie brudnych pieniędzy. W wyniku procesu sądowego w 2020 roku, Najib został uznany za winnego zarzutów korupcyjnych i nielegalnych działań finansowych związanych z 1MDB. W wyniku wyroku sądu, Najib został skazany na 12 lat pozbawienia wolności oraz nałożenie na niego znacznej grzywny finansowej.

## Edukacja i życie prywatne
Najib Razak jest najstarszym spośród sześciu synów Tun Abdul Razaka, drugiego premiera Malezji. Kształcił się w St. John Institution w Kuala Lumpur, a następnie w Malvern College w hrabstwie Worcestershire w Wielkiej Brytanii oraz na Uniwersytecie w Nottingham, na którym w 1974 ukończył studia ekonomiczne.
Najib Tun Razak ma czterech synów i cztery córki. Jego pierwszą żoną była Tengku Puteri Zainah Tengku Eskandar. Obecnie jest żonaty z Rosmah Mansor.

## Kariera polityczna
W trakcie swej kariery politycznej Najib wielokrotnie wchodził w skład gabinetu. Po raz pierwszy, w 1978 w wieku zaledwie 25 lat, objął funkcję wicepremiera ds. energii, telekomunikacji i poczty w rządzie premiera Husseina Onna. W 1980 został mianowany wiceministrem edukacji, a w 1981 wiceministrem finansów. W latach 1982–1986 zajmował stanowisko ministra edukacji w gabinecie premiera Mahathira bin Mohamada, a następnie w latach 1986–1987 ministra kultury, młodzieży i sportu. Od 1990 do 1995 pełnił funkcję ministra obrony.  W latach 1995–1999 jako minister edukacji, Najib przeprowadził szereg reform w szkolnictwie. 
Od 1999 do 17 września 2008 Najib ponownie pełnił funkcję ministra obrony. 7 stycznia 2004 został mianowany przez premiera Abdullaha Ahmada Badawiego wicepremierem w jego rządzie. Jako minister obrony, w 2003 stworzył program Malaysian National Service (Malezyjska Służba Narodowa), program trzymiesięcznej służby wojskowej dla 17-latków, propagujący ideę braterstwa bez względu na rasę i pochodzenie etniczne. 
17 września 2008 został mianowany ministrem finansów w gabinecie Abdullaha Ahmada Badawiego.
Z powodu spadku popularności premiera Badawiego i słabego wyniku wyborczego, w 2008 w szeregach partii zaczęły pojawiać się głosy, nawołujące go do rezygnacji ze stanowiska lidera UNMO i premiera Malezji. Naturalnym jego następcą wydawał się być Najib Tun Razak. W kwietniu 2008 premier Badawi wskazał Najiba jako swego potencjalnego następcę. 10 lipca 2008 premier Badawi ogłosił prawdopodobne ustąpienie ze stanowiska szefa partii i rządu w czerwcu 2010 i przekazanie władzy Najibowi. We wrześniu 2008 ogłosił jednak, że z władzy zrezygnuje być może już wcześniej niż w 2010. 8 października 2008 Badawi, ostatecznie zadeklarował, że z urzędu premiera zrezygnuje w marcu 2009.

## Premier
2 kwietnia 2009 premier Abdullah Ahmad Badawi złożył dymisję na ręce króla Mizana Zainala Abidina, wysuwając jednocześnie kandydaturę Najiba na swojego następcę. Król zaakceptował jego kandydaturę i 3 kwietnia 2009 Najib został zaprzysiężony na stanowisku premiera Malezji. 10 maja 2018 utracił stanowisko po przegranych wyborach.

## Afera korupcyjna
W 2018 roku doszło do przeszukań w sześciu domach należących do Najiba i jego żony Rosmy w związku ze skandalem finansowym dotyczącym powołanego w 2009 roku państwowego funduszu rozwoju 1MDB i zarzutami wyprowadzania pieniędzy; w ich efekcie malezyjska policja zabezpieczyła gotówkę w różnych walutach i luksusowe przedmioty o wartości co najmniej 223 mln dolarów amerykańskich. 12 lutego 2019 roku rozpoczął się pierwszy z planowanych trzech procesów z udziałem Najiba dotyczących tej afery. 28 lipca 2020 malezyjski sąd skazał byłego premiera na 12 lat więzienia i grzywnę w wysokości 210 milionów ringgit (blisko 50 milionów dolarów amerykańskich).